# Cryptocarya densiflora
Cryptocarya densiflora är en lagerväxtart som beskrevs av Carl Ludwig von Blume. Cryptocarya densiflora ingår i släktet Cryptocarya och familjen lagerväxter. Inga underarter finns listade i Catalogue of Life.